# Thrillville
Thrillville  è un videogioco di simulazione e di strategia che simula la gestione di un parco a tema. È stato sviluppato da Frontier Developments, che è anche lo sviluppatore di RollerCoaster Tycoon, che è un gioco molto simile. Il gioco è disponibile su PlayStation 2, PlayStation Portable e Xbox.

## Modalità di gioco
Il gioco è diviso in due modalità, la prima chiamata "Theme Park Builder" è un gioco mitico e fa in cui ci si dovrà dedicare alla gestione dell'impero familiare. Quest'ultimo consiste in una serie di 5 parchi a tema, in cui avremo il compito di amministrare a dovere. La seconda modalità è composta da minigiochi che sono possibili da giocare fino a 4 persone in multiplayer.

## Accoglienza
Thrillville è stato generalmente ben accolto, tranne che da X-Play, che ha dato 2 su 5 stelle, dicendo che era "eccitante come una verifica fiscale", così come cita la mancanza di personalizzazione e i personaggi in modalità multiplayer. Qui sotto sono elencati i voti attribuiti al videogame da parte dei maggiori esperti nel settore:
- GameSpot: 7.7/10 per Xbox, e 7.6 per PS2
- IGN: 7.5/10
- X-Play: 2/5
- Game Informer: 7.75/10
- PlayStation 2 Magazine Ufficiale: 8/10

## Sequel
Il sequel, intitolato Thrillville: Fuori dai binari, è stato pubblicato il 16 ottobre 2007 per PlayStation Portable, Wii, PC, PlayStation 2, Xbox 360 e Nintendo DS.
Frontier Developments creò Fuori dai binari per tutte le piattaforme, fatta eccezione per la versione Nintendo DS, che è stato sviluppato da DC Studios. Le caratteristiche del gioco: oltre 20 corse e più di 30 minigiochi.